# Турталя
Турталя  — село в Іспанії, у складі автономної спільноти Каталонія, у провінції Жирона.